# Жилищный кодекс Украины
Жилищный кодекс Украины (укр. Житловий кодекс України) принят 30 июня 1983 года как Жилищный кодекс Украинской ССР, введён в действие с 1 января 1984-го. Имеет силу сегодня на Украине в части, не противоречащей действующему украинскому законодательству.
Жилищный кодекс Украины регулирует отношения, связанные с жилыми помещениями и их использованием, с жилищными правами граждан.

## Разделы Жилищного кодекса
- I. Общие положения
- II. Управление жилищным фондом
- III. Обеспечение граждан жилыми помещениями. Пользование жилыми помещениями (Главы 1—6)
- IV. Обеспечение сохранности жилищного фонда, его эксплуатация и ремонт
- V. Ответственность за нарушение жилищного законодательства
- VI. Разрешение жилищных споров
- VII. Заключительные положения

## Обеспечение жилищного права
В соответствии с Кодексом (статья 1), жилищное право (право на жильё) граждан обеспечивается развитием и охраной государственного и общественного жилищного фонда, содействием кооперативному и индивидуальному жилищному строительству, справедливым распределением под общественным контролем жилой площади, которая предоставляется по мере осуществления программы строительства благоустроенного жилья предоставлением гражданам по их желанию денежной компенсации за надлежащее им для получения жилое помещение для категорий граждан, определённых законом, а также невысокой платой за квартиру и коммунальные услуги.

## Задача Кодекса
В Жилищном кодексе сформулирована его основная задача (статья 2): регулирование жилищных отношений с целью обеспечения гарантированного Конституцией права граждан на жильё, надлежащего использования и сохранности жилищного фонда, а также укрепления законности в области жилищных отношений.

## Проект нового Жилищного кодекса Украины
Проект Жилищного кодекса Украины (авторы: народные депутаты Украины В. Рыбак, В. Баранов, А. Попов, Ю. Сербин, Б. Пудов, И. Лысов, В. Яцуба, З. Шкутяк, Ю. Одарченко, А. Радовец) был зарегистрирован в Верховной Раде Украины 04.09.2009 под № 2307-д.
06.11.2009 проект был принят за основу.
05.11.2010 законопроект подготовлен ко второму чтению.
16.11.2010 — роздан для ознакомления.